# Hydriomena sierrae
Hydriomena sierrae là một loài bướm đêm trong họ Geometridae.